# Xuân, hạ, thu, đông rồi lại xuân
Xuân, hạ, thu, đông, rồi lại xuân (tiếng Hàn: 봄 여름 가을 겨울 그리고 봄) là bộ phim của điện ảnh Hàn Quốc, sản xuất năm 2003. Bộ phim đã đoạt một số giải thưởng quốc tế. Phim đậm chất triết lý Phật giáo, khác với nhiều bộ phim khác của Hàn Quốc.
Phim do Kim Ki-duk viết kịch bản và đạo diễn, với sự tham gia của các diễn viên Su Oh-yeong, Kim Young-min, Seo Jae-kyung, Kim Jong-ho,Ha Yeo-jin...
Phim gây ra nhiều sự tranh cãi về tư tưởng, mà thường lại không phải ở Hàn Quốc, nhất là mục đích của nó nhằm "đề cao" hay "hạ thấp" Phật giáo.
Bộ phim kể về cuộc đời một vị sư, trải qua những mùa trong cuộc đời từ khi còn trẻ đến khi già. Phim có sự tham gia của Su Oh-yeong, Kim Young-min, Seo Jae-kyung và Kim Jong-ho.

## Tóm tắt
Bộ phim được chia thành năm phân đoạn (các mùa trong tiêu đề), mỗi phân đoạn mô tả một giai đoạn trong cuộc đời của một chú tiểu mới xuất gia và sư phụ già của cậu. Các phân đoạn cách nhau khoảng mười đến hai mươi năm, và diễn biến trong mỗi phân đoạn xảy ra trong mùa như tiêu đề. Câu chuyện được mở ra khá đơn giản, nhưng ý nghĩa của hành động của các nhân vật được lột tả qua sự hiện diện của các biểu tượng đạo Phật.

### Mùa xuân
Bộ phim bắt đầu kể về chủ tiểu nhỏ tuổi cùng sư phụ của mình trên một ngôi chùa nhỏ, trôi dạt trên một hồ nước giữa khung cảnh núi rừng thanh bình của Hàn Quốc. Chú tiểu cùng sư phụ sống cuộc đời tụng kinh và ngồi thiền. Họ dùng một chiếc thuyền nhỏ để đi vào bờ nơi họ đi bộ để tập thể dục và hái cây thuốc.
Một ngày nọ, tại một lạch suối nhỏ trên núi đá, chú tiểu dùng dây buộc một cục đá vào con cá và cười cợt khi nó cố bơi, sau đó chú còn nghịch cả con ếch và rắn. Sư phụ lặng lẽ quan sát cả ba lần. Đêm hôm ấy, sư phụ buộc một khối đá vào chú tiểu khi chú đang ngủ. Sáng hôm sau, sư phụ bảo cậu rằng chừng nào chưa giải thoát cho những con vật bị hành hạ thì chú không được cởi khối đá ra, nếu có con nào chết rồi thì chú sẽ phải tự dằn vặt suốt cuộc đời. Chú tiểu vật lộn với khối đá trên lưng đi vào rừng đến con suối và thấy con cá đã chết, con ếch còn sống đang cố vật lộn ở nơi mà chú tiểu bỏ nó lại, còn con rắn đã chết trên vũng máu, có lẽ nó bị tấn công và giết chết vì không trốn chạy được. Sư phụ nhìn cảnh chú tiểu bắt đầu khóc thảm thiết khi thấy những gì mình đã làm cho con rắn.

### Mùa hạ
Chú tiểu (giờ đã bước sang tuổi thanh niên thành một nhà sư trẻ) gặp hai mẹ con (ăn mặc trang phục hiện đại, tức là bộ phim diễn ra ở thời hiện đại), họ đi dọc theo con đường rừng để tìm ngôi chùa. Vị sư trẻ lặng lẽ chào họ và chèo thuyền đưa họ ra chùa. Ở chùa giờ có nuôi một con gà trống sặc sỡ. Trong nghệ thuật Phật giáo, đây là hiện thân của sự thèm muốn. Người con gái bị một bệnh lạ, có biểu hiện như bệnh sốt và được mẹ dẫn đến tìm sư phụ với hy vọng con gái được chữa khỏi. Sư phụ đồng ý cho cô gái ở lại một thời gian và người mẹ trở về. Sau mấy ngày, nhà sư trẻ thấy ở cô gái sự thu hút nhục dục nhưng chú xấu hổ và không nói năng gì, nhưng khi chú thấy cô gái nằm ngủ trước tượng Phật, chú đã không cưỡng nổi và sờ vào ngực cô gái, cô gái tỉnh dậy và tát vào mặt nhà sư trẻ. Trong cơn hoảng sợ vì tội lỗi, nhà sư trẻ vội quỳ xuống tụng kinh không ngừng, cô gái khi ấy còn ngồi cạnh đó vươn tay chạm vào vai nhà sư trẻ như thể hiện mình tha lỗi cho chú. Vị sư phụ từ ngoài bước vào thấy đồ đệ tụng kinh lấy làm lạ.
Cuối cùng, sau một thời gian tiếp xúc, đôi trẻ đã tiến tới ân ái với nhau, và còn vụng trộm thêm mấy lần nhân lúc đêm sư phụ ngủ cho đến một buổi sáng, sư phụ phát hiện họ đang ngủ say trên con thuyền trôi trên hồ, sư phụ rút chiếc chốt ở đáy thuyền để nước tràn vào rồi lẳng lặng quay vào, nước tràn vào thuyền đánh thức đôi trẻ. Đôi trẻ sau đó tìm sư phụ hối lỗi, sư phụ không giận dữ hay thất vọng, ông hỏi cô gái còn bệnh không, cô gái đáp không, vậy là ông bảo cô gái phải đi. Người đồ đệ không muốn cô gái đi, sư phụ cảnh báo đồ đệ mình rằng ham muốn sinh ra lòng tham chiếm hữu, muốn chiếm hữu sinh ra cái ác". Nhà sư trẻ quẫn trí bỏ trốn đi trong đêm để tìm cô gái, mang theo bức tượng phật và con gà trống. Ngụ ý của 2 thứ mà cậu ta lấy trộm là nhà sư trẻ vừa bị đè nặng bởi lòng ham muốn được hình tượng hóa bằng con gà, lại vừa bị đè nặng bởi những điều sư phụ dạy bảo, thể hiện qua bức tượng Phật.

### Mùa thu
Nhiều năm sau, vào mùa thu, vị sư trở về chùa sau khi đi khất thực, mang theo một con mèo. Ở Đông Á, mèo thường được coi là biểu tượng của sự mê hoặc nhưng trong  tín ngưỡng dân gian ở Hàn Quốc, mèo có thể là con vật trục xuất được ma quỷ.
Tình cờ, vị sư phụ thấy đồ đệ của mình trên báo, đang bị truy nã vì tội giết vợ. Đoán rằng đệ tử sẽ quay trở về, vị sư già sửa sang lại áo quần cho đệ tử. Chẳng bao lâu, người đệ tử đã về lại chùa lòng đầy giận dữ và cầm theo con dao còn dấu máu mà anh ta dùng để đâm chết vợ mình vì ngoại tình với người khác. Anh ta cũng mang bức tượng trở về và đặt lại chỗ cũ. Không muốn sống nữa, anh ta viết lên giấy những chữ "bế" (閉 nghĩa là đóng kín) rồi dán lên mắt mũi, ngồi trước bức tượng Phật chờ chết ngạt. Sư phụ phát hiện và dùng gậy đánh người đồ đệ, sau đó sư phụ dùng dây treo người đồ đệ lên xà nhà, đặt một ngọn nến dưới một đầu dây treo để ngọn nến từ từ cháy đứt sợi dây, sợi dây đứt, người đồ đệ cuối cùng cũng rớt xuống, anh ta bắt đầu hối hận, dùng con dao giết người ấy cắt từng chỏm tóc trên đầu. Bên ngoài, người sư phụ bế con mèo, dùng đuôi nó chấm mực để viết kinh Bát-nhã-ba-la-mật-đa tâm kinh trên sàn gỗ, khi người đồ đệ bước ra, sư phụ bảo anh ta dùng dao khắc lại những chữ sư phụ viết để trút bỏ nỗi tức giận trong lòng.
Sau đó, 2 cảnh sát tìm đến ngôi chùa để bắt giữ người đồ đệ nhưng sư phụ xin cho cậu ta ở lại để khắc nốt những chữ trên sàn đến sáng hôm sau. Trong khi chờ đợi, để tiêu khiển, 2 người cảnh sát thi xem ai bắn trúng lon nước đang nổi trên mặt nước. Người đồ đệ giật mình nhưng sư phụ bảo anh ta tiếp tục khắc. Hai người cảnh sát bắn mãi không trúng, đến khi người sư phụ nhặt một hòn đá ném trúng chiếc lon hai người mới thôi. Người đồ đệ khắc suốt đêm và đến khi khắc xong liền gục xuống ngủ. Hai cảnh sát thấy sư phụ chế sơn để quét lên những chữ đồ đệ vừa khắc cũng đến giúp một tay với những màu cam, xanh da trời, xanh lá cây và tím.
Xong xuôi, sư phụ đánh thức đồ đệ dậy đi theo cảnh sát về quy án, chú mèo cũng nhảy lên thuyền theo họ vào bờ. Sau khi họ đi, sư phụ biết đã đến lúc phải ra đi, ông chất củi lên thuyền, dán mắt mũi miệng bằng những mảnh giấy có chữ "bế" như người đồ đệ từng làm, dưới dàn thiêu đặt một cây nến, sư phụ ngồi thiền trên dàn thiêu, lửa bén và sư phụ chết trong dàn lửa. Một con rắn xuất hiện, bời từ thuyền vào ngôi chùa.

### Mùa đông
Sau khi ra tù, người đồ đệ nay đã trung niên về lại nơi cũ đúng mùa đông, mặt hồ đóng băng. Ông ta đi trên bằng vào lại chùa thấy quần áo và giày sư phụ để lại giữa nhà trước lúc chết. Con thuyền cũ bị đóng dưới mặt băng. Người đồ đệ đục lớp băng nhặt nhạnh những phần hài cốt của sư phụ, quấn vào miếng vải đỏ. Ông ta tạc một bức tượng Phật bằng băng, dùng phần hài cốt cuốn trong vải đỏ của sư phụ nhét vào trán bức tượng băng rồi đặt bức tượng dưới một thác nước nhỏ. Ông tìm thấy một cuốn võ phổ và bắt đầu luyện theo dưới thời tiết giá lạnh. Hình ảnh con rắn xuất hiện vài lần trong phân đoạn này.
Sau đó, một người phụ nữ mặt quấn kín khăn, ôm cậu con trai mới biết bò đến chùa, hai người ở lại đến tối, rồi khi mọi người đã ngủ, người phụ nữ bỏ lại con và trốn đi nhưng khi chạy trên mặt hồ, bà bị thọt xuống hố băng mà người đệ tử đào. Sáng hôm sau, vị sư phát hiện, vớt xác bà lên, ông dở tấm khăn che mặt của người phụ nữ ra để nhìn mặt người phụ nữ ấy (cảnh phim không quay cận cảnh chi tiết này lên người xem không thấy được mặt người phụ nữ). Cảnh phim tiếp theo là hình ảnh bức tượng Phật bằng đá, đặt lên trên tấm khăn tại hố băng ngoài trời.
Sau đó, vị sư tự buộc phiến đá của cối xay vào người, tay ôm bức tượng Phật Di lặc từ ngôi chùa và kéo lê phiến đá, lên đỉnh núi gần hồ. Hình ảnh vị sư kéo lê phiến đá khi leo lên núi tái hiện cùng hình ảnh con cá, con ếch và con rắn bị buộc đá mà khi còn là chú tiểu, vị sư từng nghịch ngợm. Đến được đỉnh núi, vị sư đặt bức tượng lên trên phiến đá mình kéo theo rồi ngồi thiền định, phía dưới xa xa là khung cảnh ngôi chùa giữa hồ.

### Rồi lại mùa xuân
Lại đến cảnh một mùa xuân nữa. Đứa bé bị bỏ rơi nay đã lớn hơn, đầu cạo, mặc áo tiểu. Đứa bé trêu chọc một con rùa. Sau đó là cảnh đứa bé bắt một con cá rồi nhét vào mồm nó một hòn đá, nhét đá vào cả mồm một con ếch và một con rắn rồi cười vui thích khi thấy những con vật quằn quại.
Kết phim là hình ảnh quay từ sau lưng bức tượng phật được vị sư mang lên đỉnh núi.

## Sản xuất
Đạo diễn Kim Ki-duk nói: "Tôi định vẽ lên những hỉ, nộ, ai, lạc của cuộc đời thông qua các mùa và thông qua cuộc đời một nhà sư sống trong ngôi chùa tại hồ Jusan, bao quanh bởi thiên nhiên."
Ngôi chùa nổi làm bối cảnh phim là được tạo ra và đặt nổi trên hồ Jusanji (tại tọa độ 36°21′45.70″N 129°11′22.91″E) Vườn quốc gia Juwangsan), đây là một hồ nhân tạo. Đoàn làm phim phải xin phép bộ Môi trường Hàn Quốc để dựng cảnh phim ở đây.

## Âm nhạc
Nhạc phim được sáng tác bởi Ji Bark. Ca khúc xuất hiện gần cuối phim khi nhà sư leo lên núi được gọi là "Jeongseon Arirang" (정선 아리랑), trình bày bởi Kim Young-im (김영임).

## Sự đón nhận
Xuân, hạ, thu, đông, rồi lại xuân được giới phê bình hoan nghênh, giữ mức 95% "tươi" trên Rotten Tomatoes, 85/100 điểm trên Metacritic và 8.0/10 trên IMDb. Trên tờ New York, Peter Rainer khen ngợi "vẻ đẹp yên bình" của bộ phim và cho rằng "[đạo diễn] Kim ngợi ca tự nhiên --đường đời--mà không hề rơi vào ủy mị. Ông ấy thấy được răng vuốt, và thấy được cả tính siêu việt. Dù đây có phải là Phật tính hay không, tôi không biết chắc, nhưng ấn tượng mà bộ phim để lại thật vô cùng sâu sắc: Ở đây đúng là có một người nghệ sĩ thấy được toàn thể vạn vật." James Berardinelli viết rằng nhịp độ của phim "rất thong thả, nhưng mà có vô cùng nhiều yếu tố xuất hiện trên bức màn tình cảm của phim, nên không thể coi phim là thừa thãi hay buồn tẻ được. [...] Bộ phim dấy lên những câu hỏi về cách ta sống và hành động, giống như gợn sóng trên mặt nước, đều có thể gây ra hệ quả nhiều năm sau đó". Berardinelli cũng khẳng định "những cảnh được xây dựng hoàn hảo [đã khuếch đại] câu chuyện tình cảm để lại âm vang lâu dài. "
Roger Ebert đưa bộ phim vào danh sách Những phim vĩ đại (Great Movies) vào năm 2009, ông viết rằng: "Bộ phim rất quyết rũ và hấp dẫn nhờ vẻ đẹp và sự yên bình. [...] Rất ít hoặc không có đối thoại, không có giải thích, không có những phát biểu hàm chứa thông điệp. [Đạo diễn Ki-duk] bàn về cuộc đời, cái vốn đã thành hình từ lâu. Nếu mâu thuẫn tìm đến, nhân vật phim theo cách nào đó sẽ tự làm tự chịu. Chính điều đó buộc chúng ta phải chú ý kỹ hơn."
Năm 2016, trong một cuộc thăm dò ý kiến của các nhà phê bình phim do BBC thực hiện, bộ phim được bình chọn là 1 trong 100 phim hay nhất sau năm 2000.
Cảnh cuối phim khi cậu bé nhét đá vào miệng con cá, ếch và rắn bị cắt trong bàn chiếu ở Mỹ do bị đánh giá là ngược đãi động vật.